# エヴァルト・ゲオルク・フォン・クライスト
エヴァルト・ゲオルク・フォン・クライスト（ドイツ語: Ewald Georg von Kleist、1700年6月10日 – 1748年12月11日）は、プロイセン王国ポメラニア地方出身の法学者、自然科学者である。静電気蓄電器であるライデン瓶の発明者の一人として知られている。

## 生涯
クライストは1700年6月10日にプロイセン王国ポメラニア地方のヴィエツォフ（現在のポーランド、ビツェ）で誕生した。ポメラニアの名門フォン・クライスト家の一員であり、父は県議（Landrat）のエヴァルト・ヨアヒム・フォン・クライストであった。彼はライプツィヒ大学およびオランダのライデンで法律を専攻した。
1722年から1747年までカミン（現在のポーランド、カミエン・ポモルスキ）の司教座聖堂参事会首席司祭を務め、その後ケーシュリン（現在のポーランド、コシャリン）の宮廷裁判所長官を歴任した。また、ベルリン科学アカデミーの会員でもあった。
ライデン瓶の発明

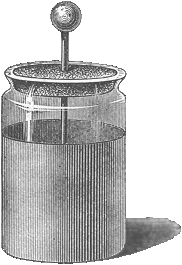
ライデン瓶

クライストは自然科学、特に電気現象に強い関心を持ち、多くの実験を行った。1745年10月11日、彼はカミンにおいて静電気を蓄える装置、「電気増幅瓶」（後のクライスト瓶またはライデン瓶）を発明した。この装置は、ガラス瓶の内側と外側に金属（錫箔など）を貼り付け、内側の金属に棒を接続したものであった。彼は、この瓶に静電気を帯びた物体を触れさせると電荷が蓄えられ、放電時に強い火花や光が発生することを発見した。特に、瓶を十分に乾燥させて温め、少量の水銀やブランデーを瓶に入れると効果が著しく強まることを確認している。
クライストの発見は、1746年にオランダのライデン大学の物理学者ピーテル・ファン・ミュッセンブルークが独立して同様の装置を発明し、「ライデン瓶」と命名したことで広く知られるようになった。クライストは、実験者が回路の一部となる必要があると推測するなど、その原理に鋭い洞察を示した。
クライストは1748年12月11日にケーシュリンで死去した。彼の発明は、後の電気学の発展に大きな影響を与えた。